# آرامگاه سلطان سی قلی مه
آرامگاه سلطان سی قلی مه مربوط به سده‌های میانه دوران‌های تاریخی پس از اسلام است و در شهرستان دالاهو، بخش مرکزی، دهستان بان زرده، روستای شالان واقع شده و این اثر در تاریخ ۷ خرداد ۱۳۸۷ با شمارهٔ ثبت ۲۲۸۰۴ به‌عنوان یکی از آثار ملی ایران به ثبت رسیده است.

## عرصه و حریم
محدودۀ عرصه و حریم این محوطۀ باستانی در ۱۵ دی ۱۴۰۳ طی نشست شورای حریم وزارت میراث فرهنگی مورد تصویب قرار گرفت.